# Abraham Olano
W treści tego artykułu od 2013-01 występują prawdopodobnie wyrażenia zwodnicze, co nie jest zgodne z zasadami przyjętymi w Wikipedii.
Dokładniejsze informacje o tym, co należy poprawić, być może znajdują się w dyskusji tego artykułu.
 Po wyeliminowaniu niedoskonałości należy usunąć szablon {{Dopracować}} z tego artykułu.
Abraham Olano Manzano (ur. 22 września 1970 w Anoeta) – hiszpański kolarz szosowy, wicemistrz olimpijski oraz trzykrotny medalista szosowych mistrzostw świata.

## Kariera
Olano rozpoczął swoją profesjonalną karierę w 1992 roku w drużynie Lotus-Festina. W 1993 zmienił team na hiszpański Clas-Cajastur, którego kapitanem był Tony Rominger. Rominger często wypowiadał się o obowiązku Abrahama Olano, który, jako dobry „czasowiec”, miał wspierać Romingera na Tour de France podczas drużynowej czasówki, w celu pokonania Miguela Induráina i jego drużyny Team Banesto. Stało się jednak inaczej, ponieważ już na 2. etapie, na niesławnym „Passage du Gois” przewrócił się i ranny wycofał się z wyścigu.
Również w 1994 roku stanął na starcie Tour de France, tym razem w barwach drużyny Mapei-Clas. Już wiosną Olano zwrócił na siebie uwagę dobrymi wynikami. Wygrał m.in. wyścig Vuelta a Asturias oraz podwójne mistrzostwo Hiszpanii (w wyścigu szosowym i w jeździe indywidualnej na czas). Ostatecznie na Tour de France zajął 30. lokatę. Aby pokonać swoje problemy z wagą, od 1994 roku współpracował z lekarzem, Michele Ferrarim, który opracował dla kolarza specjalny plan dietetyczny. Dzięki temu w 1995 roku Olano zdobył wysokie 4. miejsce na etapówce Paryż-Nicea. Z wielkimi oczekiwaniami przygotowywał się na start w Tour de France, jednak kolejne dwa wypadki wykluczyły go z tegorocznego startu w tej imprezie.
Wszystkie nadzieje leżały teraz w drugiej połowie sezonu '95 i Olano nie rozczarował swoich fanów. Zajął wysokie, 2. miejsce na Vuelta a España tuż za Laurentem Jalabertem, wygrywając wszystkie 3 czasówki w tym wyścigu. Ukoronowaniem tego sezonu było zwycięstwo w wyścigu ze startu wspólnego i srebro w indywidualnej jeździe na czas na mistrzostwach świata w Duitamie.
Z powodu swojego słabego punktu, jakim były długie i ciężkie podjazdy, stracił różową koszulkę lidera Giro d’Italia 1996 na dzień przed zakończeniem wyścigu i wylądował ostatecznie na 3. miejscu w klasyfikacji generalnej. Góra Mortirolo okazała się zbyt stroma dla Hiszpana. Na Tour de France stracił na Col d'Aubisque ponad 8 minut, mimo że przed tym etapem miał, wydawać by się mogło, zapewnione drugie miejsce. W tym samym roku wystartował na igrzyskach olimpijskich w Atlancie, gdzie zdobył srebro w indywidualnej jeździe na czas, przegrywając tylko z Induráinem. W 1997 Olano podpisał umowę z drużyną Banesto, gdzie miał pójść w ślady Miguela Induráina. Jego możliwości zostały jednak przecenione. Był wprawdzie, podobnie jak Indurain, świetnym czasowcem, jednak jego potencjał w górach był ograniczony. Mimo że na mistrzostwach świata w Valkenburgu w 1998 roku zdobył tytuł mistrza świata w jeździe na czas i wygrał Vuelta a España, nigdy nie dorównał Indurainowi. W tym też roku musiał zrezygnować ze startu w Tour de France, z powodu problemów zdrowotnych, a rok wcześniej zajął tu 4. pozycję. Po przejściu do ONCE (w 1999) jego gwiazda zaczęła blednąć. Punktem zwrotnym była Vuelta 1999, gdzie po półtora tygodnia w złotym trykocie lidera doznał załamania formy w Pirenejach. W 2000 roku był czwarty w indywidualnej jeździe na czas podczas igrzysk w Sydney. W walce o podium lepszy okazał się Lance Armstrong. W 2012 roku wszystkie wyniki Amerykanina uzyskane po 1998 roku zostały anulowane, w tym brązowy medal z Sydney. Nie spowodowało to jednak przyznania tego medalu Olano. Ostatni błysk pokazał na Giro d’Italia 2001, gdzie w klasyfikacji generalnej uplasował się na 2. pozycji za Gilberto Simonim. Wraz z końcem sezonu 2002 skończył swoją karierę zawodniczą.

## Cytaty
- „Wygrałbym Vueltę startując nawet przeciwko Jiménezowi.” (w odpowiedzi na krytykę po Vuelta a España 1998, na temat pierwszeństwa w drużynie, które według niektórych powinno przypaść Jimenezowi)
- „Ullrich nie jest niepokonany.” (Olano przed Tour de France 1998)
- „Powstrzymywanie się przed jedzeniem jest dla mnie wielkim wyrzeczeniem, ponieważ mam apetyt jak byk.” (Olano o diecie dra Ferrari)

## Przynależność drużynowa
- 1992 Lotus-Festina
- 1993 Clas-Cajastur
- 1994-1996 Mapei
- 1997-1998 Banesto
- 1999-2002 ONCE

## Ważniejsze sukcesy
- 1995 tytuł mistrza świata; 2. miejsce na Vuelta a España
- 1996 3. miejsce Giro d’Italia, zwycięstwo w Tour de Romandie
- 1997 4. miejsce Tour de France + zwycięstwo etapowe
- 1998 1. miejsce Vuelta a España; tytuł mistrza świata w jeździe na czas
- 2000 zwycięstwo w Tirreno-Adriático
- 2001 2. miejsce Giro d’Italia